# Bursera xochipalensis
Bursera xochipalensis är en tvåhjärtbladig växtart som beskrevs av Rzedowski. Bursera xochipalensis ingår i släktet Bursera och familjen Burseraceae. Inga underarter finns listade i Catalogue of Life.